# デューウィー・クーパー
デューウィー・クーパー（Dewey Cooper、1974年11月10日 - ）は、アメリカ合衆国出身の男性キックボクサー、プロボクサー。身長184cm、体重91kg。
1999年に中迫剛との対戦でK-1デビュー。ラスベガスの大会などによく参加している。試合巧者で、的確にポイントを取り、判定を有利に持ち込むことに長けている。
2004年のラスベガス大会に於いて当時無敗だったマイティ・モーに初黒星をつけた。
2004年の世界最終予選の試合前日インタビューでは、プライベートでゲーリー・グッドリッジと仲が良いことを語っている。
ボクシングでは17戦無敗（15勝2分）であったが、2007年12月6日に18戦目で初の黒星を喫した。
優秀なストライキングコーチとしても知られ、フランシス・ガヌー、ケビン・リーなどのトップ選手を育成している。

## 戦績
- キックボクシング（K-1等）: 39戦 29勝 17KO 9敗 1分
- ボクシング: 24戦 18勝 10KO 3敗 3分

## 主な獲得タイトル
- W.K.F. 世界ヘビー級ムエタイ チャンピオン
- K-1 WORLD GP 2004 in LAS VEGAS 準優勝